# توم هارت (لاعب كرة قدم أسترالية)
توم هارت (بالإنجليزية: Tom Hart)‏ هو لاعب كرة قدم أسترالية أسترالي، ولد في 29 يونيو 1896 في Trentham East, Victoria ‏ في أستراليا، وتوفي في 25 مايو 1971 في Daw Park, South Australia ‏ في أستراليا.

## وصلات خارجية
- توم هارت على موقع AustralianFootball.com (الإنجليزية)
- توم هارت على موقع AFLtables.com (الإنجليزية)